# Louis de Noëll
Louis de Noëll (Sant Llorenç de Cerdans, 22 de desembre del 1860 - La Tor de Querol, 12 de maig del 1921) va ser un enginyer de Ponts i Camins dedicat al ferrocarril i un historiador i arqueòleg vallespirenc.

## Biografia
Nasqué en el si d'una vella família de terratinents llorencins, descendents dels senyors de Vilaró; la seva mare Catherine Pons, pertanyia a una nissaga de Costoja, mestres de forja. Dels seus quatre germans, en Jacques de Noëll va ser músic i compositor i en Joseph, notari d'Arles. En Louis fou enginyer ferroviari, començant des del graó més baix de l'escalafó, agent secundari de 4a classe (1878), i arribant al 1908 a sotsenginyer de 2a classe de Ponts i Camins. Participà en la construcció de la línia de tren Vilafranca de Conflent-La Guingueta d'Ix; un fruit d'aquesta tasca són les fotos que prengué entre 1907 i 1908 mostrant la construcció de l'espectacular pont Gisclard, que s'editarien comercialment en una col·lecció de tres postals. El 1909, el govern francès li atorgà la Legió d'honor per les greus ferides sofertes en l'accident ferroviari del Pallat del mateix any, ferides que derivarien en la malaltia que acabaria matant-lo dotze anys més tard. Acabada la línia del "Tren Groc", participà en la construcció de la seva prolongació cap a Tolosa, la línia Portet-Saint-Simon a Puigcerdà; a tal fi, s'establí a la Tor de Querol, d'on esdevingué regidor.
A banda de l'activitat laboral, la veritable passió de Louis de Noëll va ser l'estudi de l'arqueologia i la història de les comarques nord-catalanes. Publicà alguns escrits sobre història i arquitectura religiosa. El 1899 (i fins al 1908) va ser nomenat supervisor d'obres dels edificis de la diòcesi de Perpinyà, tasca que exercí principalment en la restauració de la catedral de Sant Joan Baptista. Com a prolongació d'aquesta tasca i de la seva afició arqueològica, fotografià ruïnes de monestirs (Serrabona, Cuixà, Sant Martí del Canigó) així com les portalades de moltes esglésies de la Catalunya del Nord. Monsenyor Carsalade comissionà en de Noëll perquè portés la direcció tècnica de la restauració de Sant Martí del Canigó i establís els primers plànols del nou monestir; posteriorment, en el decurs del congrés de la "Société Française d'Archéologie" que va tenir lloc a Perpinyà el 1906, aquesta atorgà a l'arqueòleg la medalla d'argent per la seva intervenció en el cenobi. En Noëll conreà també el camp de la genealogia, i amb l'estudi de l'extensa documentació familiar conservada en traçà l'arbre genealògic fins al segle xiv. Moltes de les informacions que aplegà foren emprades en el Dictionnaire... de Capeille per a l'apartat de la família Noëll. Va ser nomenat Oficial d'acadèmia al 22 de gener del 1898.